# Castrocaro Terme e Terra del Sole
Castrocaro Terme e Terra del Sole es un municipio situado en el territorio de la provincia de Forlì-Cesena, en Emilia-Romaña (Italia).

## Demografía
| Gráfica de evolución demográfica de Castrocaro Terme e Terra del Sole entre 1861 y 2001 |
|                                                                                         |
| Fuente ISTAT - elaboración gráfica de Wikipedia                                         |